# Hermógenes Ruiz
Hermógenes Ruiz (San Juan, 1839 - Ullum, 1922) fue un abogado sanjuanino nacido en 1839 hijo del exgobernador de San Juan Valentín Ruiz y de Paula Cano y Ramírez, esposa en segundas nupcias de su padre.
Su esposa Rosario Vidart Ruiz era descendiente de Martín Miguel de Güemes.

## Vida pública
El 8 de diciembre de 1874 fue elegido vía pleisbicito popular  gobernador de San Juan al quedar acéfalo el puesto por la fuga a Chile del gobernador Sandalio Echeverría originada en las victorias de Julio Argentino Roca.
El 12 de mayo de 1875 convocó a elecciones de diputados y gobernador y resultó elegido Rosauro Doncel, quien era ministro de su gobierno y que, a su tiempo lo designó a Ruiz como Ministro de Gobierno e Instrucción Pública.
La principal ocupación de su gobierno fue la de regularizar la administración pública de la provincia que, a raíz del breve gobierno de Echeverría había quedado desordenada.
Mantuvo en el cargo de Ministro de Economía a Manuel María Moreno, quien unos años después fue Gobernador de San Juan. Designó Juez de Letras a Anacleto Gil quien también fue gobernador de San Juan a los pocos años.
Mandó empedrar las actuales plazas Laprida y Aberastain y realizó el empedrado de las calles alrededor de la actual Plaza 25 de Mayo utilizando piedra laja.
Entre 1873 y 1915 ocupó más de catorce cargos públicos: pasó por puestos municipales, fue jefe de Policía, ocupó cargos en la Corte de Justicia y en la Cámara de Diputados y Senadores de la provincia. Además, llegó a ser director general de Escuelas, Ministro de Hacienda, director del Registro Civil e incluso Defensor de Menores e Incapaces a los 80 años de edad. 
En la Provincia de Mendoza fue presidente del Tribunal de Justicia. 
En 1901 volvió a San Juan y fue intendente de la capital y director general de Escuelas (Puesto equivalente al de Ministro de Educación actualmente)
En 1918 ocupó el cargo de Defensor de Menores y Incapaces, el último cargo que ocuparía en su vida, próximo a la edad de 80 años.
El 6 de junio de 1922 falleció en su finca en Ullúm en la que se había dedicado en sus tiempos libres a la actividad agropecuaria trayendo caballos pura sangre ingleses y criando vacunos holandeses y lanares Lincoln.

## Fuentes y Referencias

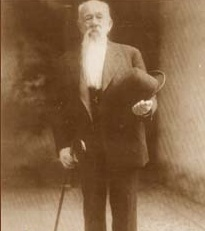
Hermógenes Ruiz, poco tiempo antes de su muerte